# Congregación de monasterios de monjas cistercienses de San Bernardo
La Congregación de monasterios de monjas cistercienses de San Bernardo (C.C.S.B.), también conocida como Congregación cisterciense de San Bernardo es una congregación religiosa católica femenina creada por la Congregación para los Institutos de Vida Consagrada y las Sociedades de Vida Apostólica del Vaticano el día 8 de diciembre de 1994.

## Historia
Al ocurrir la desamortización de Mendizábal en la primera mitad del siglo XIX, desaparecen de España los monasterios cistercienses de monjes (llamados "los Bernardos"). Pero los monasterios de monjas no padecieron la desamortización y quedaron bajo la jurisdicción de sus respectivos Obispos.
A finales de siglo XIX, comenzaron a fundarse en España nuevos monasterios de monjes cistercienses, principalmente de la Orden Cisterciense de la Estrecha Observancia (OCSO) (llamados "los Trapenses") y algunos de los antiguos monasterios de monjas se unieron directamente a esa orden. Los demás monasterios, especialmente del sur, centro y norte de España, iniciaron un acercamiento y vinculación espiritual con la OCSO.
El 3 de noviembre de 1955 estos monasterios se agruparon en una federación denominada Federación de monjas cistercieses de la regular observancia de San Bernardo de España, también conocida como Federación de las Huelgas. El 20 de enero de 1956 la Santa Sede nombró un monje español de la OCSO como Asistente de la Federación.
En 1992 esta vinculación espiritual con la OCSO se reconoció por la Región Española de Monasterios de monjes y monjas de la OCSO. Entre 1993 y 1994 la federación inició los trámites necesarios para incorporarse plenamente a la OCSO, terminando el proceso con el decreto 8 de diciembre de 1994 que convirtió a la federación en una congregación independiente.

## Monasterios
En el momento de crearse la congregación contaba con 27 monasterios, pero solamente quedan 23 en la actualidad.
- Monasterio de Santa María de la Caridad de Tulebras en Navarra.
- Monasterio de Santa María la Real de Las Huelgas en Burgos.
- Monasterio de San Miguel de las Dueñas en San Miguel de las Dueñas, León.
- Convento de San Clemente en Toledo.
- Monasterio de San Joaquín y Santa Ana en Valladolid.
- Monasterio de Santa María la Real de Gradefes en Gradefes, León.
- Monasterio de San Salvador en Cañas, la Rioja.
- Monasterio de San Bernardo en Burgos.
- Monasterio del Salvador en Benavente, Zamora.
- Monasterio del Divino Salvador en Ferreira de Pantón, Lugo.
- Monasterio de Villamayor de los Montes en Villamayor de los Montes, Burgos.
- Monasterio de San Clemente en Sevilla.
- Monasterio Cisterciense de la Encarnación en Córdoba.
- Monasterio de Santa María de Jesús en Salamanca.
- Monasterio de la Purísima Concepción en Villarobledo, Albacete.
- Monasterio Cisterciense de la Encarnación en Talavera de la reina, Toledo.
- Monasterio del Císter en Córdoba.
- Monasterio de San Ildefonso en Teror, Gran Canaria.
- Monasterio de San Bernardo en Granada.
- Monasterio Cisterciense Nuestra Señora del Río y San José en Liérganes, Cantabria.
- Monasterio de la Santísima Trinidad en Breña Alta, Tenerife.
- Monasterio Cisterciense Calatravas en Moralzarzal, Madrid.
- Monasterio Cisterciense Calatravas en Burgos.
- Monasterio de Santa María de la Santísima Trinidad en Lima.